# Tomoyuki Higuchi
Tomoyuki Higuchi (japanisch 樋口 知行 Higuchi Tomoyuki; * 2. März 1985 in der Präfektur Shizuoka) ist ein ehemaliger japanischer Fußballspieler.

## Karriere
Seinen ersten Vertrag unterschrieb er 2005 bei Thespa Kusatsu. Der Verein spielte in der zweithöchsten Liga des Landes, der J2 League. Für den Verein absolvierte er drei Ligaspiele. Ende 2005 beendete er seine Karriere als Fußballspieler.